# Louis François Marie Auguste Knoepffler

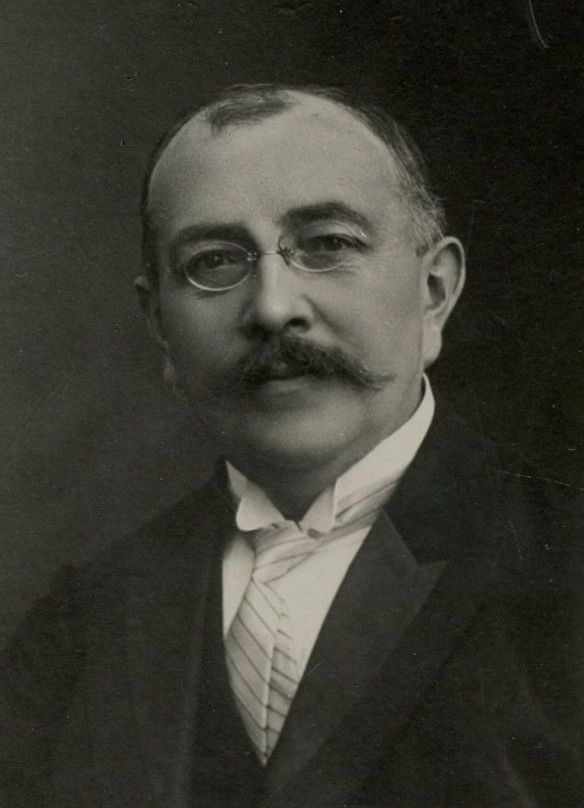
Louis François Marie Auguste Knoepffler

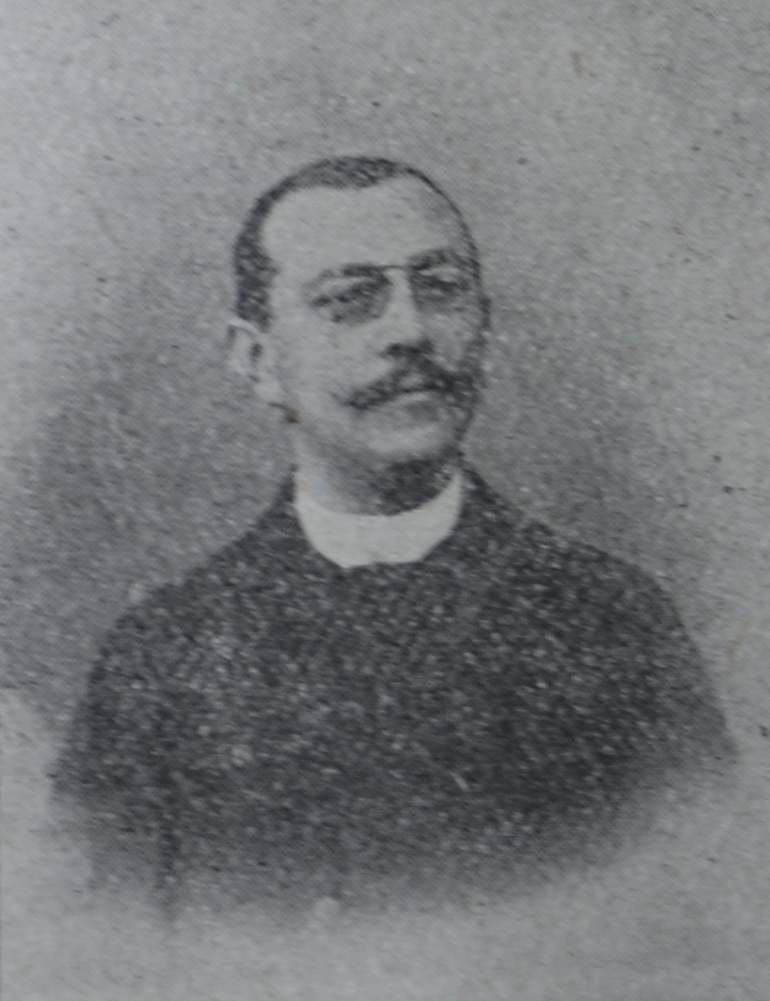
Louis François Marie Auguste Knoepffler

Louis François Marie Auguste Knoepffler (* 26. Oktober 1864 in Zabern; † 26. Dezember 1918 ebenda) war Holzhändler, Bürgermeister und Mitglied der zweiten Kammer des Landtags des Reichslandes Elsaß-Lothringen für das Zentrum.
Louis François Marie Auguste Knoepffler war der Sohn des Holzunternehmers Claude Louis Knoepffler und dessen Frau Marie Céleste Lorrain. Er besuchte bis zum 10. Lebensjahr die Volksschule und bis zum Alter von 16 Jahren die höhere Schule in Nancy und arbeitete als Holzhändler in Zabern. Knoepffler, der katholischer Konfession war, heiratete am 28. September 1886 in Zabern Marie Joséphine Schmalholtz.
Er wurde Mitglied des Gemeinderates und war ab 1908 Bürgermeister (später Ehrenbürgermeister) von Zabern.
Bei der ersten (und einzigen) Wahl zum Landtag trat er im Wahlkreis Zabern-Maursmünster als Kandidat des Zentrums an. Im Ersten Wahlgang wurden im Wahlkreis von den 6.495 Stimmberechtigten 5.642 Stimmen abgegeben. Auf Knoepffler entfielen 2.600, auf den liberalen Kandidaten Gerber 1.770, den Sozialdemokraten Schulenburg 963 und den unabhängigen Kandidaten Stieve 222 Stimmen. Im zweiten Wahlgang setzte sich Knoepffler mit 3.434 Stimmen gegen Gerber durch, der 2.458 Stimmen erhalten hatte. Louis François Marie Auguste Knoepffler gehörte dem Landtag bis 1918 an.